# Tenthredinidae

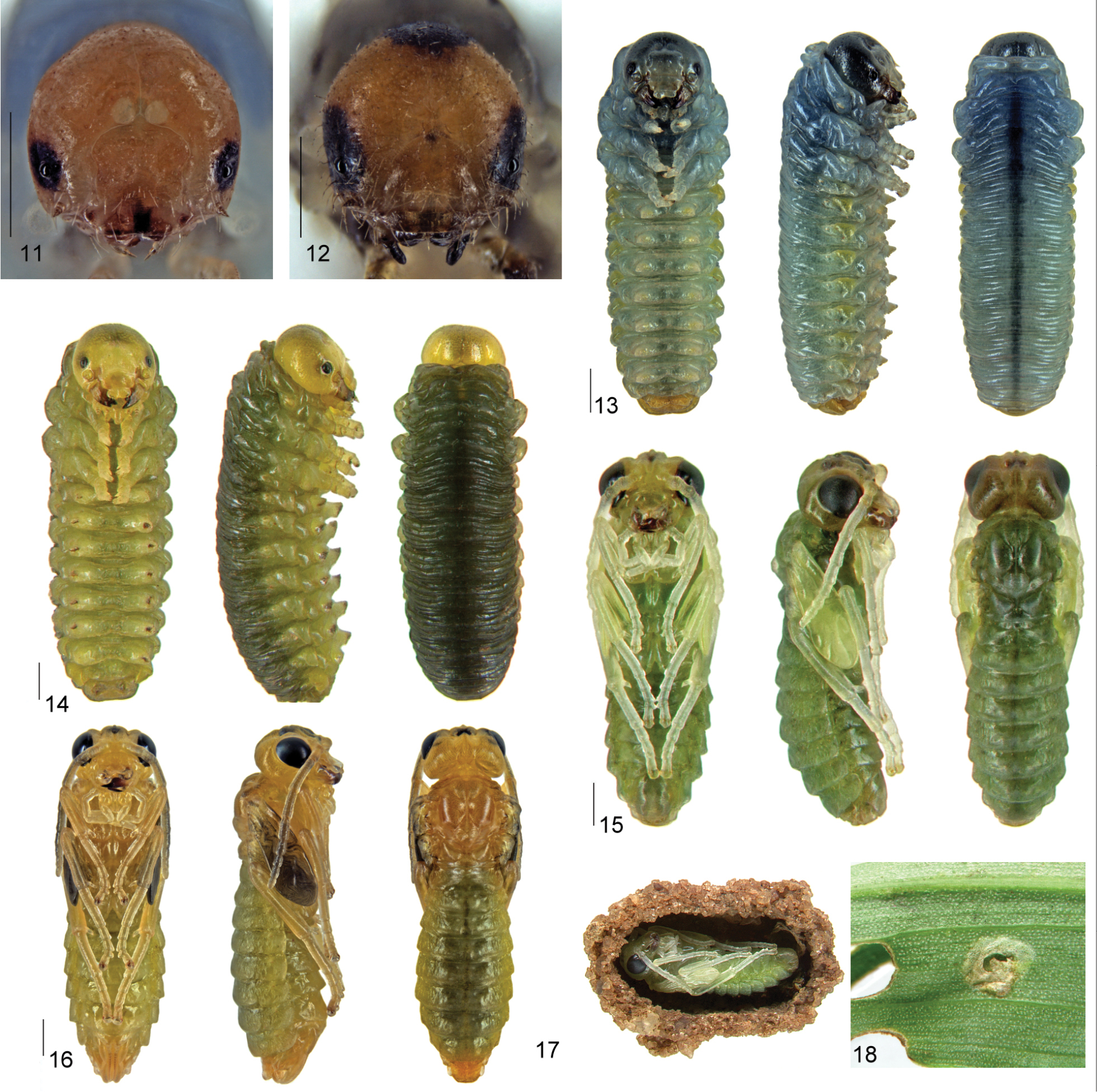
Xenapates larvas y pupas

Los tentredínidos (a veces llamados moscas portasierra o avispas portasierra), Tenthredinidae, son una familia de himenópteros del suborden Symphyta. Es la familia más grande de la superfamilia Tenthredinoidea con más de 7500 especies en 600 géneros. La gran mayoría de las larvas son herbívoras; se alimentan principalmente del follaje de árboles y arbustos. Algunas especies son mineros de las hojas, perforadores de tallos o formadores de agallas. Las larvas de los que se alimentan en el exterior de las plantas se asemejan a las orugas de lepidópteros con varios pares de patas falsas en el abdomen, mientras que las que viven en el interior carecen de tales patas. Generalmente pasan el invierno en estado de pupa escondidos en el suelo. Los adultos necesitan muy poco alimento.
Los caracteres diagnósticos de la familia son difíciles de describir. Para su identificación uno depende en la combinación de los rasgos siguientes: de 5 a 9 artejos o segmentos antenales (flagelómeros) más una separación bien definida entre la terga del primer segmento abdominal y la metapleura. Los tentredínidos son a menudo negros o pardos, a veces de colores brillantes, entre 3 y 20 mm de largo. Como otros miembros de Symphyta carecen del estrechamiento o peciolo (cintura de avispa) entre el tórax y el abdomen, lo que los diferencia de las avispas, hormigas y abejas, miembros de Apocrita. A menudo los dos sexos difieren marcadamente en color.
Las hembras usan su ovipositor con forma de serrucho para perforar la corteza de tallos y para depositar sus huevos. Esto daña los árboles. Son comunes en prados y espacios abiertos de los bosques y cerca de arroyos de corriente rápida.
Se han descrito un número de especies fósiles, como Eriocampa tulameenensis y Pseudosiobla campbelli de la Columbia Británica.

## Taxonomía
Tenthredinidae está dividida en siete subfamilias. De los 430 géneros, nueve contienen más de 50 especies.

### Subfamilias y géneros
Las subfamilias y géneros incluyen:
- Subfamilia Allantinae  (110)
  - Eriocampa Hartig, 1837
  - Athalia Leach, 1817
  - Monostegia O. Costa, 1859
  - Monosoma MacGillivray, 1908
  - Empria Lepeletier, 1828
  - Ametastegia A. Costa, 1882
  - Taxonus Hartig, 1837
  - Allantus Panzer, 1801
  - Apethymus Benson, 1939
- Subfamilia Blennocampinae (105)
  - Hoplocampoides Enslin, 1913
  - Tomostethus Konow, 1886
  - Phymatocera Dahlbom, 1835
  - Paracharactus MacGillivray, 1908
  - Rhadinoceraea Konow, 1886
  - Monophadnus Hartig, 1837
  - Stethomostus Benson, 1939
  - Eutomostethus Enslin, 1914
  - Blennocampa Hartig, 1837
  - Ardis Konow, 1886
  - Monardis Benson, 1952
  - Cladardis Benson, 1952
  - Periclista Konow, 1886
  - Monophadnoides Ashmead, 1898
  - Claremontia Rohwer, 1909
  - Halidamia Benson, 1939
- Subfamilia Heterarthrinae (40)
  - Endelomyia Ashmead, 1898
  - Caliroa O. Costa, 1859
  - Rocalia Takeuchi, 1952
  - Heterarthrus Stephens, 1835
  - Parna Benson, 1936
  - Metallus Forbes, 1885
  - Scolioneura Konow, 1890
  - Messa Leach, 1817
  - Profenusa MacGillivray, 1914
  - Fenusa Leach, 11817
  - Fenella Westwood, 1840
- Subfamilia Nematinae (55)
  - Pseudodineura Konow, 1885
  - Endophytus Hering, 1934
  - Cladius Illiger, 1807
  - Priophorus Dahlbom, 1835
  - Trichiocampus Hartig, 1837
  - Hoplocampa Hartig, 1837
  - Mesoneura Hartig, 1837
  - Platycampus Schiødte, 1839
  - Anoplonyx Marlatt, 1896
  - Dineura Dahlbom, 1835
  - Hemichroa Stephens, 1835
  - Nematinus Rohwer, 1911
  - Stauronematus Benson, 1953
  - Micronematus Konow, 1890
  - Pristiphora Latreille, 1810
  - Sharliphora Wong, 1969
  - Pikonema Ross, 1937
  - Pachynematus Konow, 1890
  - Eitelius Kontuniemi, 1966
  - Croesus Leach, 1817
  - Nematus Panzer, 1801
  - Amauronematus Konow, 1890
  - Decanematus Malaise, 1931
  - Pontopristia Malaise, 1921
  - Euura Newman, 1837
  - Pontania Costa, 1859
  - Eupontania Zinovjev, 1985
- Subfamilia Selandriinae  (75)
  - Heptamelus Haliday, 1855
  - Pseudoheptamelus Conde, 1932
  - Hemitaxonus Ashmead, 1898
  - Strongylogaster Dahlbom, 1835
  - Strombocerina Malaise, 1942
  - Aneugmenus Hartig, 1837
  - Birka Malaise, 1944
  - Nesoselandria Rohwer, 1910
  - Selandria Leach, 1817
  - Brachythops Haliday, 1839
  - Loderus Konow, 1890
  - Dolerus Jurine, 1807
- Subfamilia Susaniidae  (1)
  - Susana Rohwer & Middleton, 1932
- Subfamilia Tenthredininae  (50)
  - Perineura Hartig, 1837
  - Aglaostigma Kirby, 1882
  - Ussurinus Malaise, 1931
  - Tenthredopsis A. Costa, 1859
  - Eurogaster Zirngiebl, 1953
  - Rhogogaster Konow, 1884
  - Tenthredo Linnaeus, 1758
  - Ischyroceraea Kiaer, 1898
  - Pachyprotasis Hartig, 1837
  - Macrophya Dahlbom, 1835
  - Siobla Cameron, 1877
  - Tyloceridius Malaise, 1945

### Filogenia
De estas subfamilias, Tenthredininae y Allantinae son grupos hermanos y a su vez forman un grupo hermano de Nematinae.

### Algunas especies
Entre las avispas o moscas portasierra más conocidas se encuentra la babosa de la rosa (Cladius difformis ), que se alimenta de las hojas de los rosales. Las larvas distinguen los tipos de arbustos. La mosca portasierra del alerce (Pristiphora erichsonii) deposita sus huevos en estos árboles, a los que las larvas dejan sin hojas.

## Galería

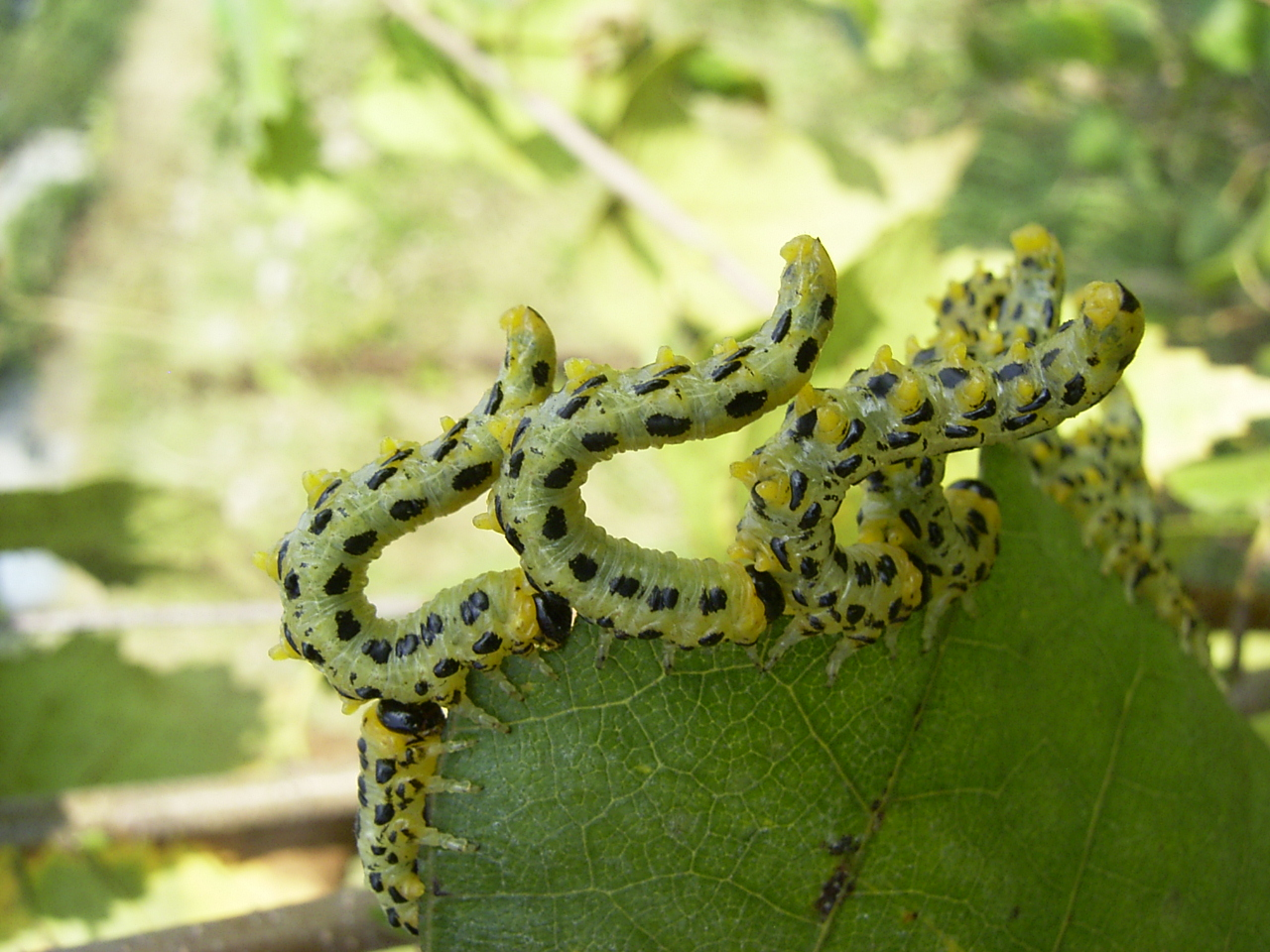
Larvas de Croesus septentrionalis en pose característica
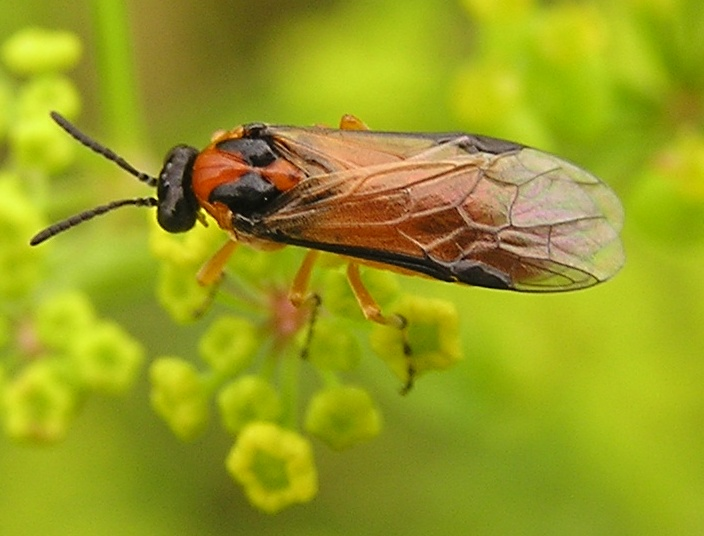
Athalia rosae en Pastinaca sativa. Alemania
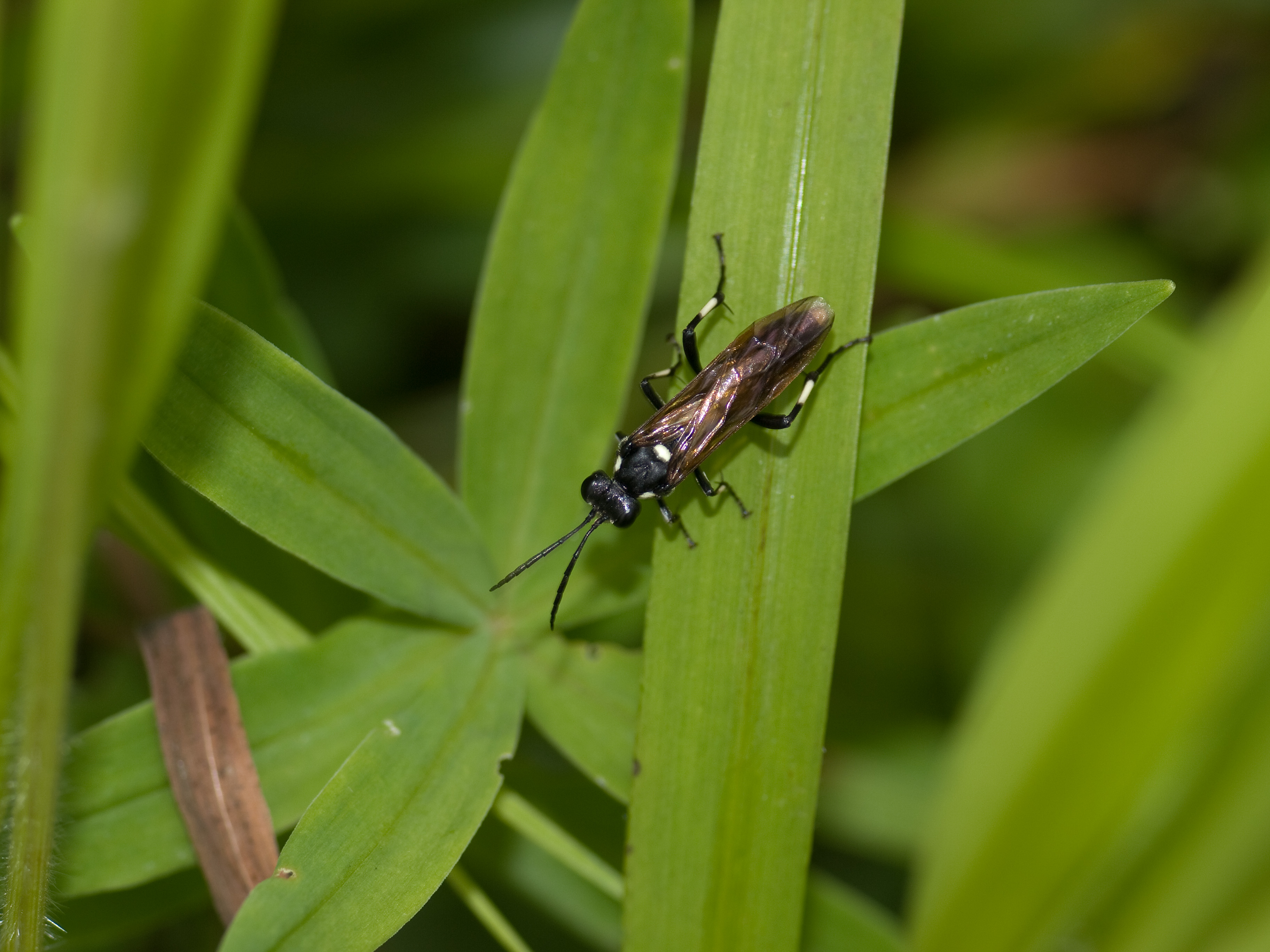
Macrophya duodecimpunctata. Bavaria
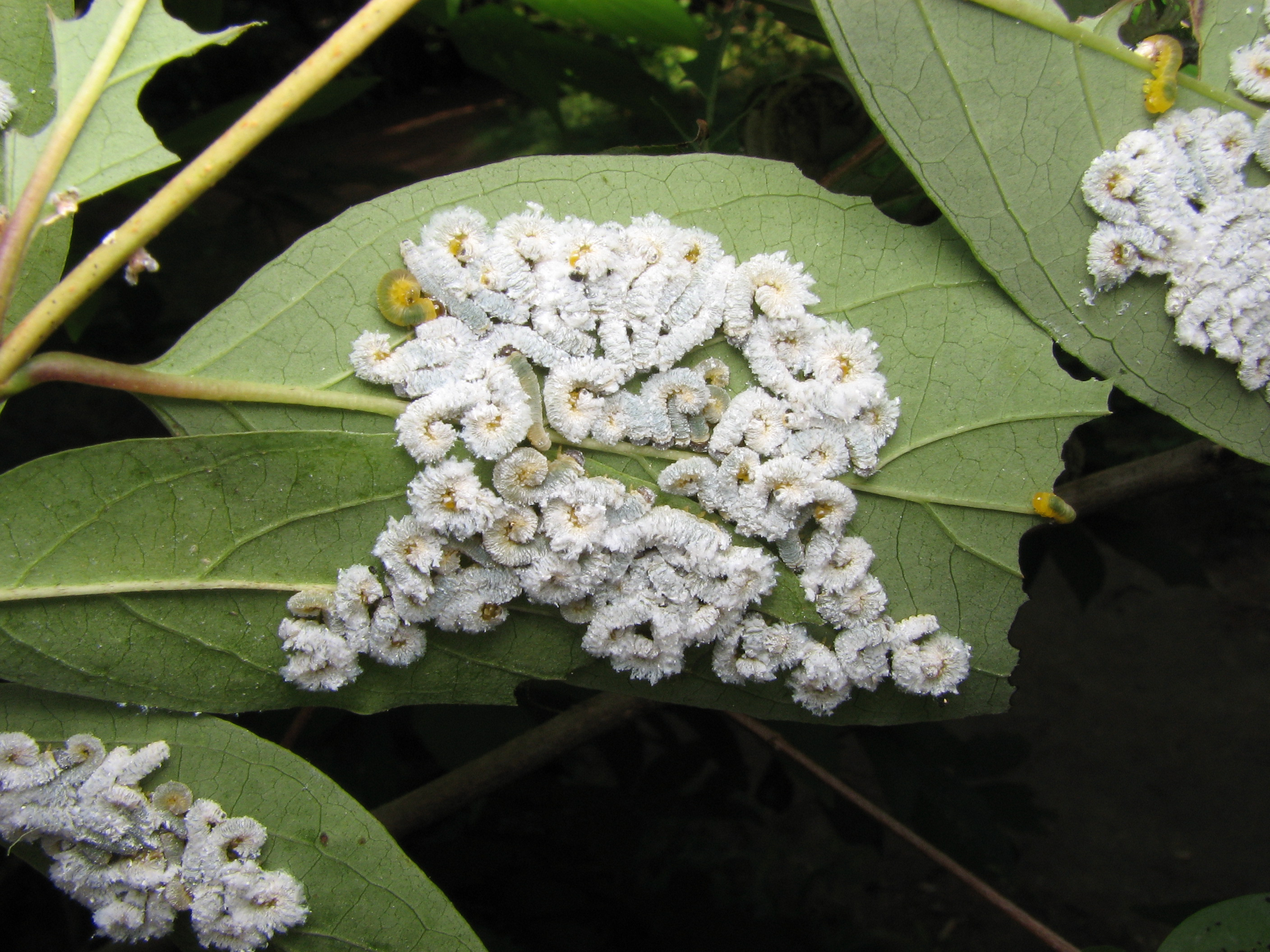
Larvas de Macremphytus testaceus (subfamilia Allantinae) en Cornus sp.
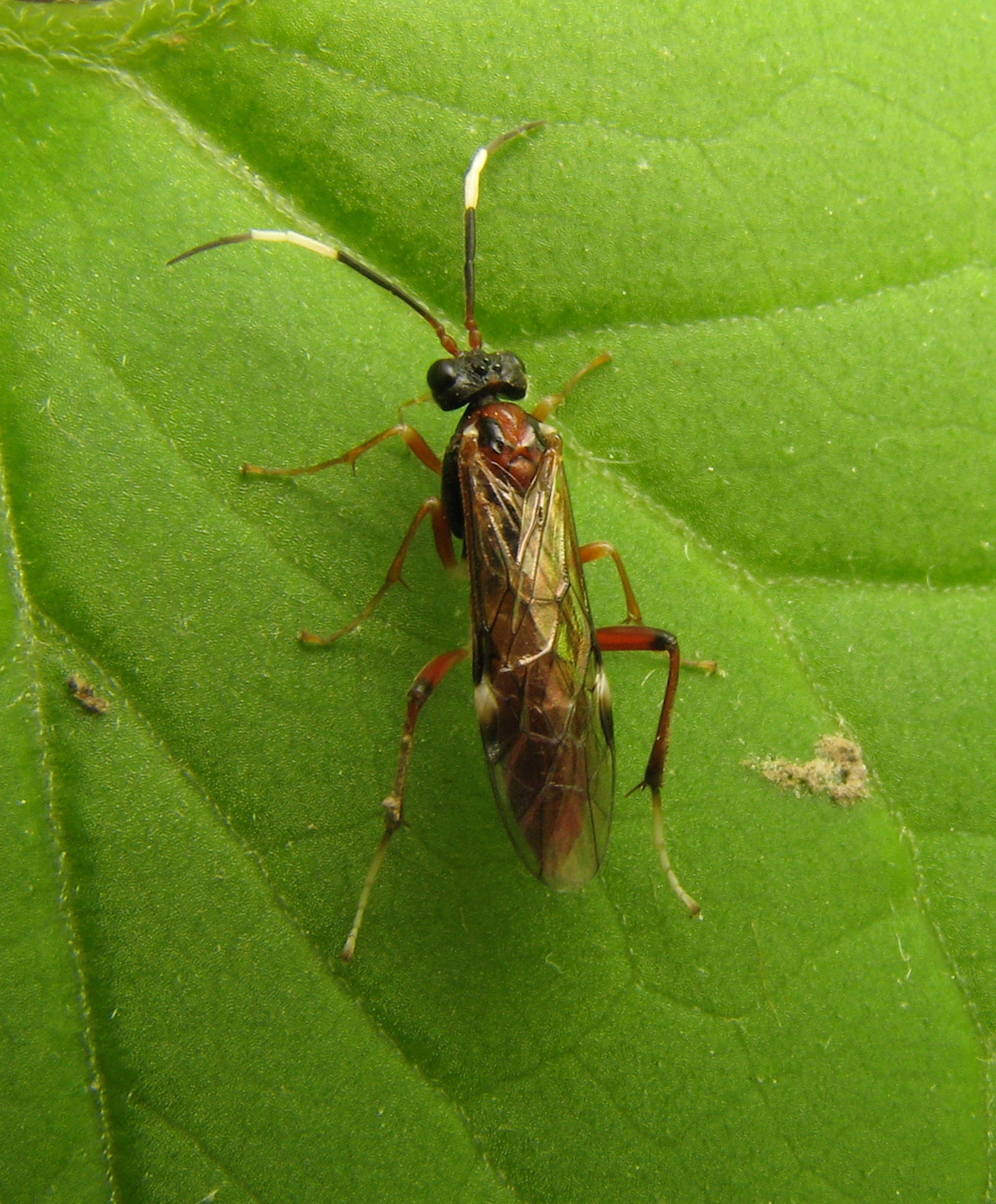
Leucopelmonus annulicornis
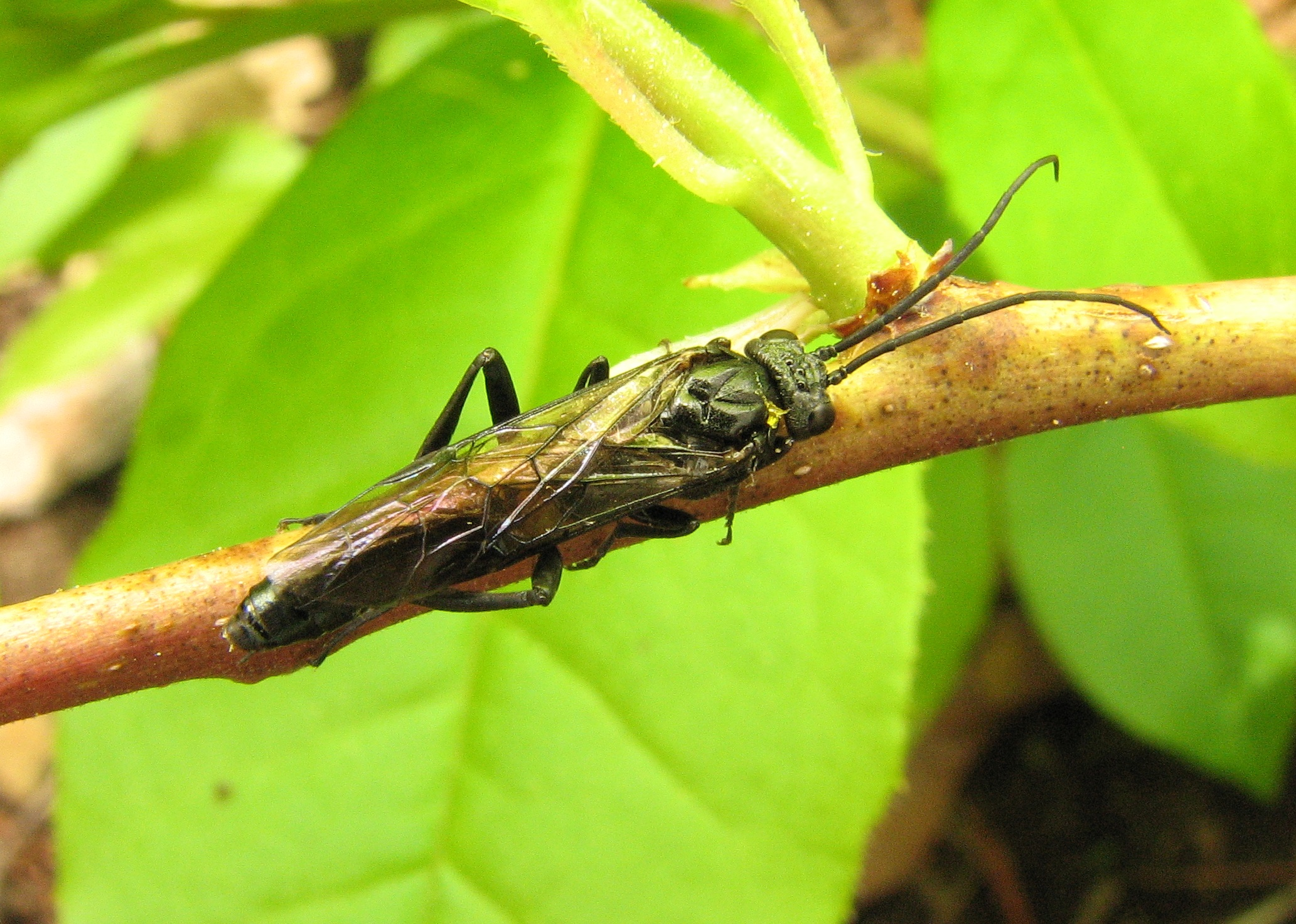
Nematus abbotii
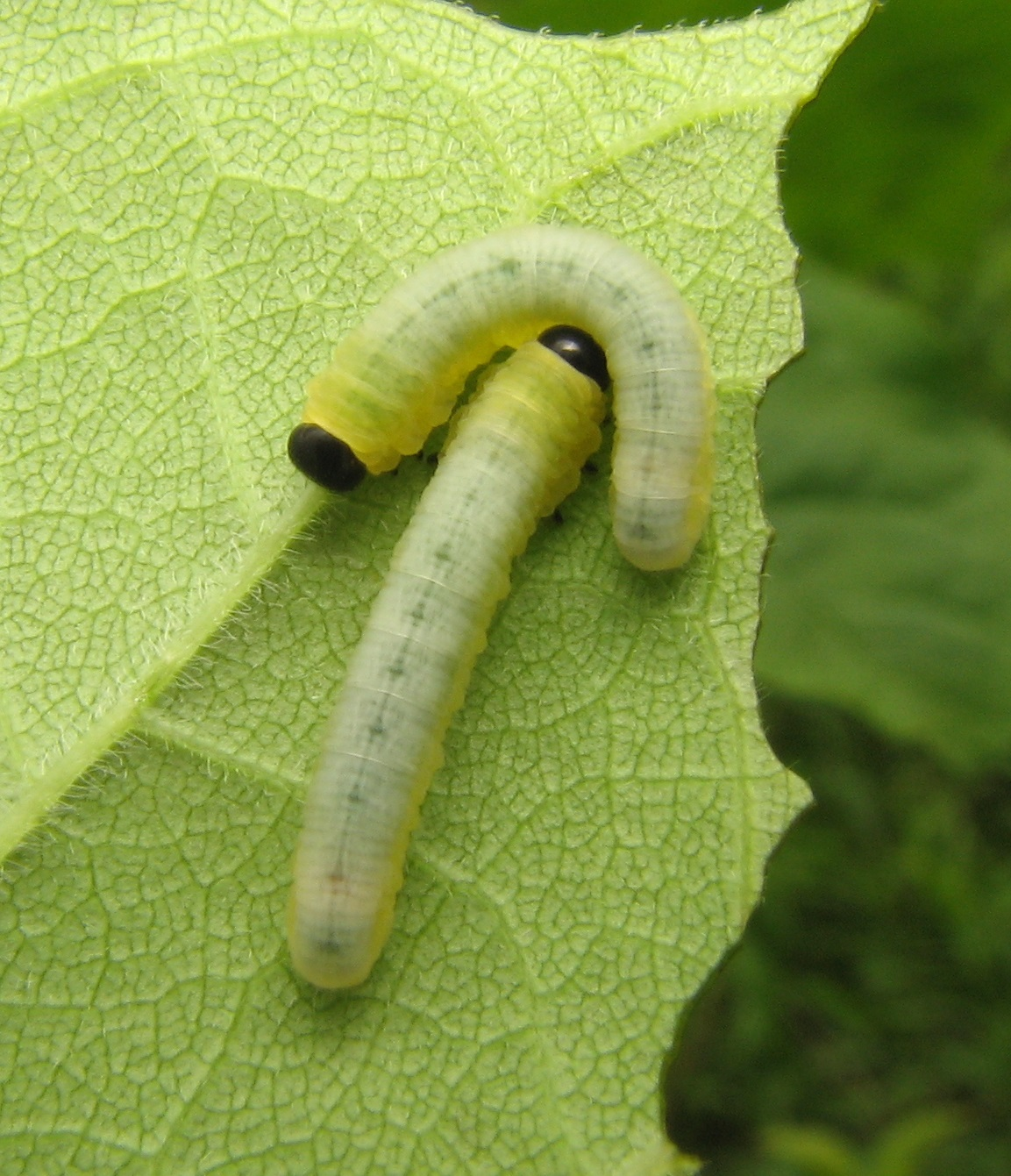
Tethida barda, larvas